# Status terytorium
Status terytorium – termin prawny nadawany przez państwa administrujące terytoriami zależnymi, mające określić charakter sprawowanej władzy nad tym terytorium lub rodzaj autonomii danego terytorium.

## Rodzaje terytoriów zależnych
Australia
- Terytorium zewnętrzne

Dania
- Samorządne terytorium Królestwa Danii

Francja
- Region zamorski
- Departament zamorski
- Zbiorowość zamorska
  - Kraj zamorski
  - Zbiorowość departamentalna
  - Zbiorowość terytorialna
- Terytorium zamorskie
- Posiadłość państwa

Holandia
- Samorządny kraj członkowski Królestwa Niderlandów

Norwegia
- Terytorium

Nowa Zelandia
- Dependencja
- Samorządne terytorium stowarzyszone
- Terytorium

Stany Zjednoczone
- Autonomiczne terytorium stowarzyszone
- Terytorium inkorporowane
- Terytorium nieinkorporowane

Wielka Brytania
- Terytorium zamorskie
- Dependencja korony brytyjskiej